# Chrysler Airstream
La Chrysler Airstream est une automobile produite par Chrysler en 1935 et 1936. L'Airstream était une automobile d'aspect conventionnel qui a été taillée pour évoquer un sentiment de design épuré, et était une voiture de luxe plus petite que la plus grande Imperial. Une voiture similaire, avec le même nom a également été vendu par DeSoto, marque du groupe Chrysler, au cours de la période.

## Mise au point
La création de l'Airstream est à la base l'envie de rattraper l'impopularité de la Chrysler Airflow, que les consommateurs n'achètent pas. L'Airstream était basée sur le modèle Chrysler Six "CO" de 1933, qui a été reportée à l'année modèle 1934 sous le nom de Chrysler Six "CA / CB", dont la production totalisera 25 252 unités en 1934, loin devant l'Airflow de Chrysler. Chrysler prévoyait de faire disparaître les traditionnelles Chrysler Six à carrosserie anguleuse après 1934 mais l'accueil défavorable de l'Airflow en décida autrement.
Afin de compenser l'insuccès de l'Airflow Chrysler crée l'Airstream en retravaillant la "CA" avec une calandre fuselée et voiture des jupes d'ailes arrière afin de disposer d'un modèle qui, espérait-il, plairait aux acheteurs de l'époque de la Grande Dépression. Contrairement à 1934 ou le 8 cylindres en ligne était réservé aux Airflow, ce modèle dispose à nouveau d'un moteur six. Comme avec la CA/CB, de nombreuses versions sont proposées, dont des cabriolets, qui n'existaient pas parmi les Airflow monocoques.
En commercialisant l'Airstream parallèlement à l'Airflow, Chrysler pourrait répondre aux besoins du public tout en espérant produire suffisamment d'Airflow pour compenser leur développement. Les ventes reprennent jusqu'à l'arrêt de la production.

## Production
L'Airstream se vendait cinq fois plus que l'Airflow au cours de sa première année, et près de neuf à une en 1936. La Six de 1935 est référencée comme C6 puis comme C7 l'année suivante tandis que l'Airstream Eight, d'abord appelée CZ, devient la C8.
En 1937, Chrysler abandonne le nom Airstream, au profit des nouvelles Chrysler Royal. DeSoto continue à produire l'Airstream, seule série de DeSoto aux États-Unis pour 1937.

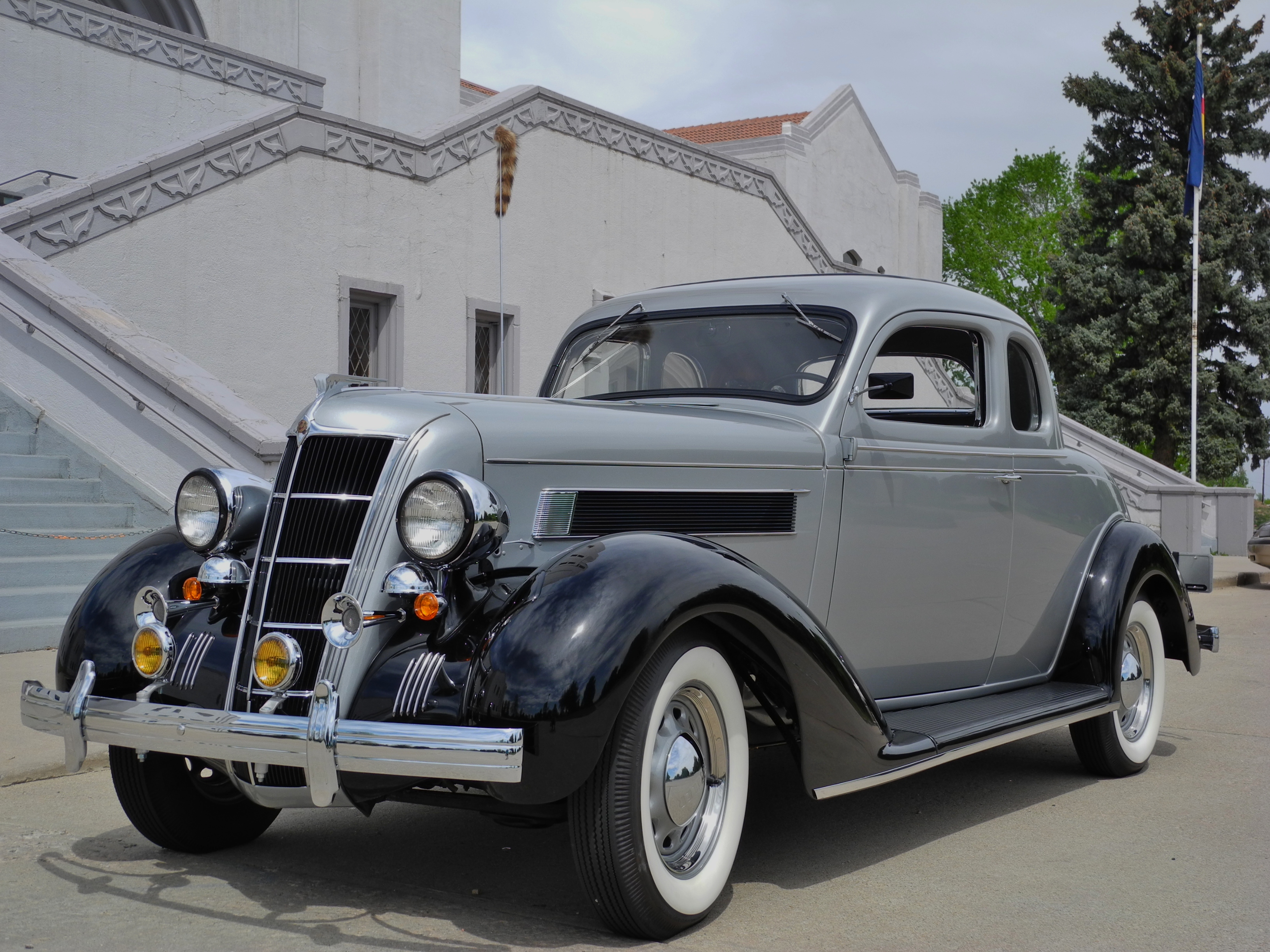
1935 Chrysler Airstream C6 coupé de 1935.
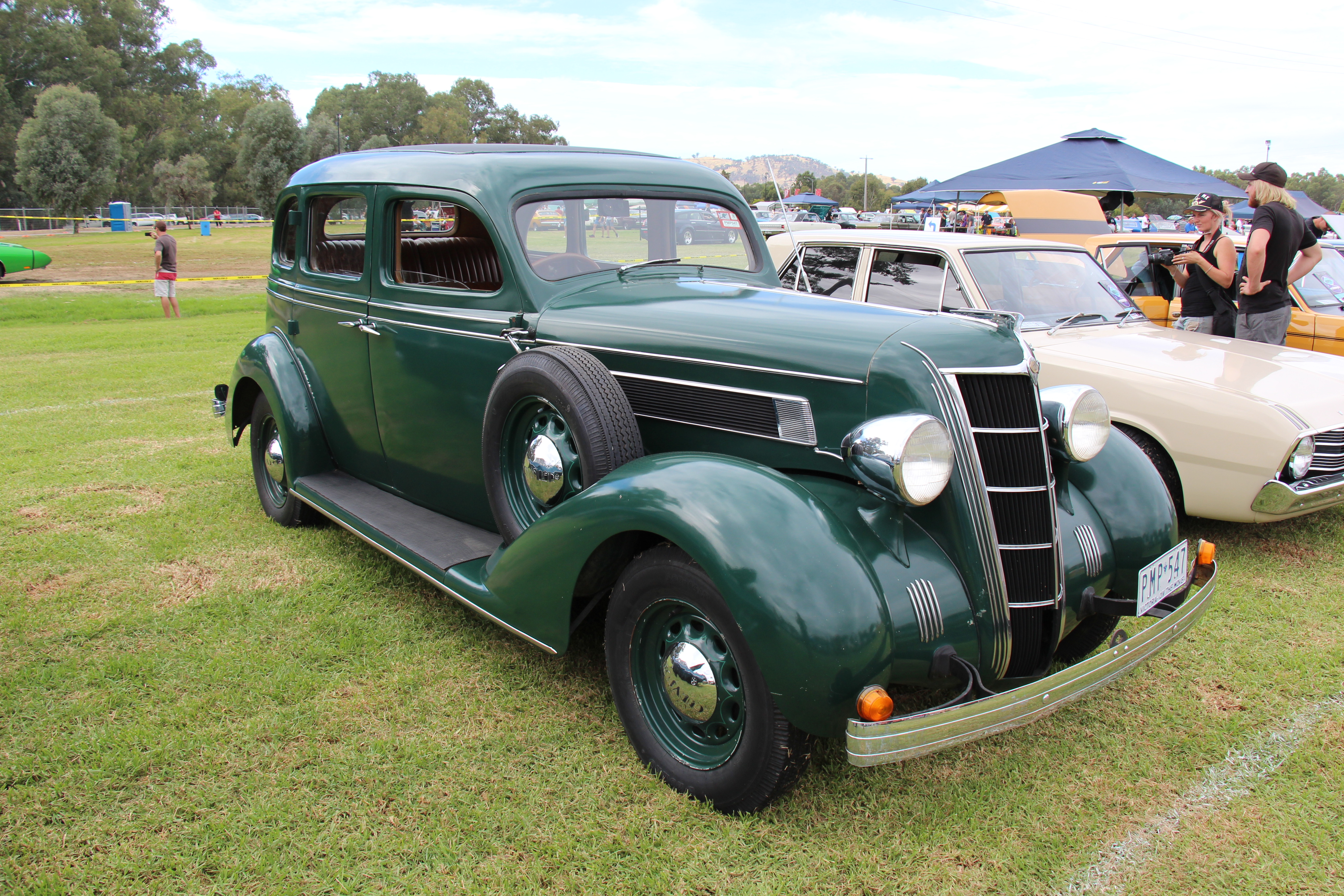
Berline CZ à huit cylindres.
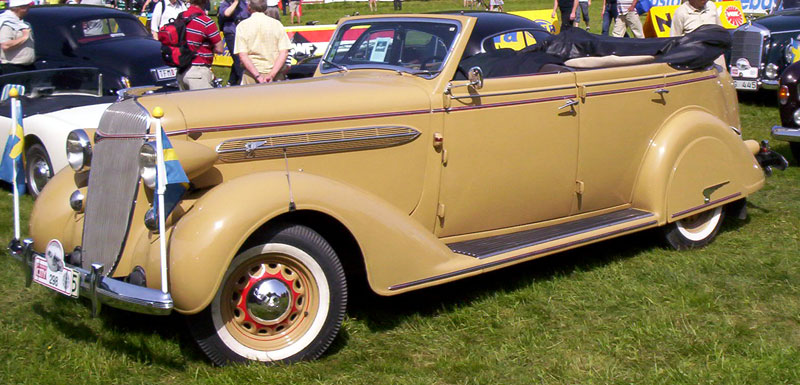
Berline décapotable C8 de 1936.
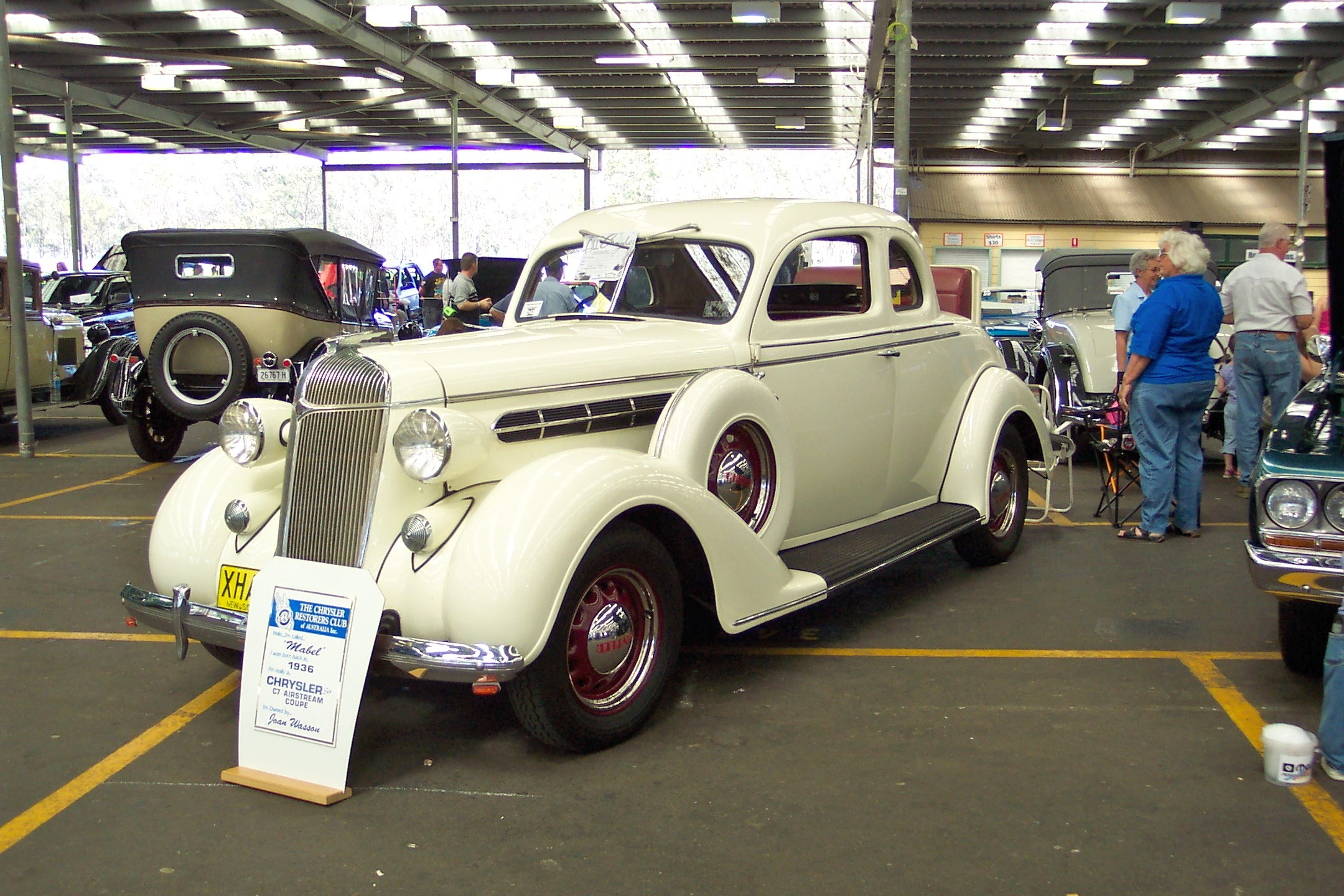
Coupé C7.